# Christian Ramon
Christian Ramon, né le 16 juillet 1934 à Marseille et mort le 22 octobre 2024 à Sausset-les-Pins, est un footballeur français. Durant sa carrière, il évolue au poste de défenseur.

## Carrière
Christian Ramon évolue à l'Olympique de Marseille dès les minimes et intègre l'équipe réserve lors de la saison 1951-1952. Il joue son premier match professionnel le 16 mai 1954 contre le FC Metz. Il effectue son service militaire en 1956 à la BTA 247, avec lequel il est champion de France inter-armées. Il joue dix matchs de championnat lors de la saison 1957-1958 et quinze matchs durant la saison 1958-1959, qui voit l'OM descendre en deuxième division, puis dispute 36 matchs de D2 lors de la saison 1959-1960. 
Il rejoint en 1961 le FC Martigues, où il reste sept saisons, puis prend la tête de l'équipe du Castellas Chateauneuf en tant qu'entraîneur-joueur en 1968-1969,.

## Statistiques
Au cours de sa carrière, Christian Ramon dispute 26 matchs en Division 1  et 36 matchs en Division 2.